# Епархия Обалы
Епархия Обалы (лат. Dioecesis Obalanus) — епархия Римско-Католической церкви с центром в городе Обала, Камерун. Епархия Обалы входит в митрополию Яунде.

## История
3 июля 1987 года Римский папа Иоанн Павел II издал буллу Ad spirituale bonum, которой учредил епархию Обалы, выделив её из aрхиепархии Яунде. 

## Ординарии епархии
- епископ Jérôme Owono-Mimboe (1987—2009)
- епископ Sosthène Léopold Bayemi Matjei (2009 — по настоящее время)

## Источник
- Annuario Pontificio, Ватикан, 2007
- Булла Ad spirituale bonum  (лат.)